# スティルネス・イン・タイム
スティルネス・イン・タイム (Stillness In Time)はジャミロクワイの楽曲。1994年にアルバム「スペース・カウボーイの逆襲 (The Return of The Space Cowboy)」内でリリースされ、1995年にシングルカットされた曲である。

## 概要
- ジャミロクワイの初のボサノバ調の曲である。
- シングルCDには本楽曲と、さらに既にシングルカットされている楽曲「スペース・カウボーイ」も含めてシングルとして発売された(後述のトラックリスト参照)。
- マリファナを使用しながら書いたと語っている。前述の「スペースカウボーイ」は精神が地球上にある体から離れて宇宙にあるような感覚だったそうだが、本楽曲は逆に、体が宇宙にあって精神は地球上にある感覚だったそうで、宇宙にある自分の体を探しに行く時に無音の静かな時間(スティルネス・イン・タイム)を感じたそう[1]。

## ミュージックビデオ
- 1995年5月にコンサートツアーでオーストラリアを訪れた際、コンサート日程の合間に撮影された。
- カーテン・スプリングス（英語版）のアマディアス湖の塩湖の上で歌ったり、マウント・コナー（英語版）を背景に走っている映像が収められているが公式に撮影場所の発表はない。

## 売上ランキング
| 国別チャート(1995) | 最高順位 |
| ------------------ | -------- |
| Scotland (OCC)     | 14       |
| UK Singles (OCC)   | 9        |
| UK Dance (OCC)     | 1        |

## トラック・リスト
CDシングル
1. スティルネス・イン・タイム (radio edit)　- 3:40
2. スペース・カウボーイ (classic radio edit)　- 4:01
3. スペース・カウボーイ (classic club mix)　- 7:52
4. スティルネス・イン・タイム (vinyl version)　- 6:13